# Zivildienst

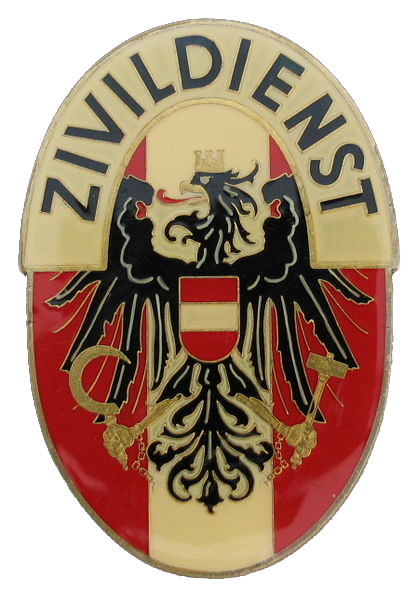
Escudo do Zivildienst (Áustria, 1982).

Zivildienst (Alemão, traduzido para "Serviço civil" embora "serviço pago comunitário compulsório" seja mais contextualmente equivalente) é o braço civil dos sistemas de serviços nacional da Alemanha, Áustria e Suíça. É um meio para pessoas conscritas que são objectoras conscientes para cumprir com seu período de serviço nacional tipicamente no campo dos trabalhos sociais (por exemplo em hospitais, asilos, serviços médicos de emergência), e algumas vezes, embora raro, no campo da proteção ambiental, agricultura, e administração pública.